# Specie di Stiphidiidae
Di seguito sono descritte tutte le 135 specie della famiglia di ragni Stiphidiidae note al dicembre 2012.

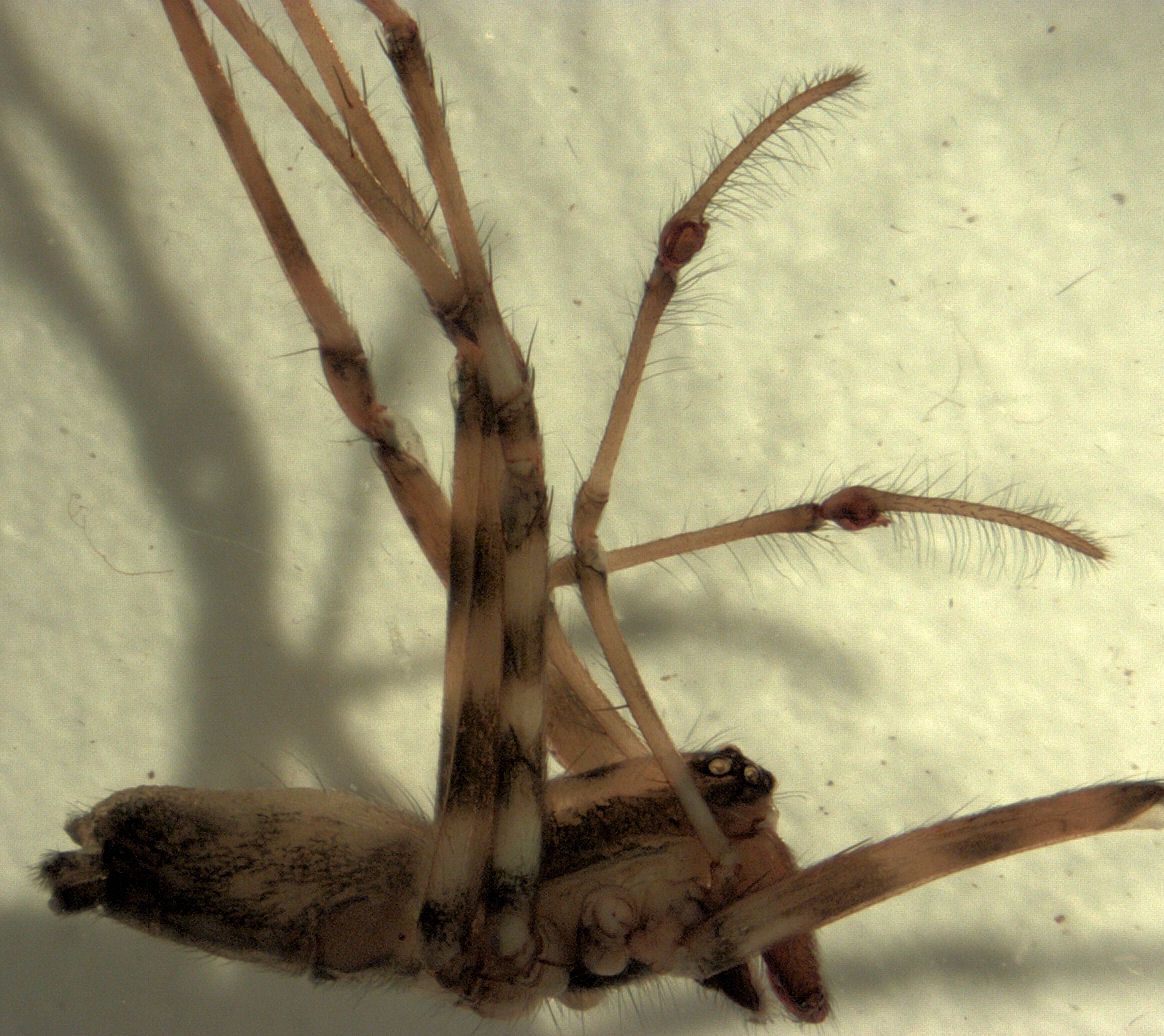
Nanocambridgea gracilipes, maschio

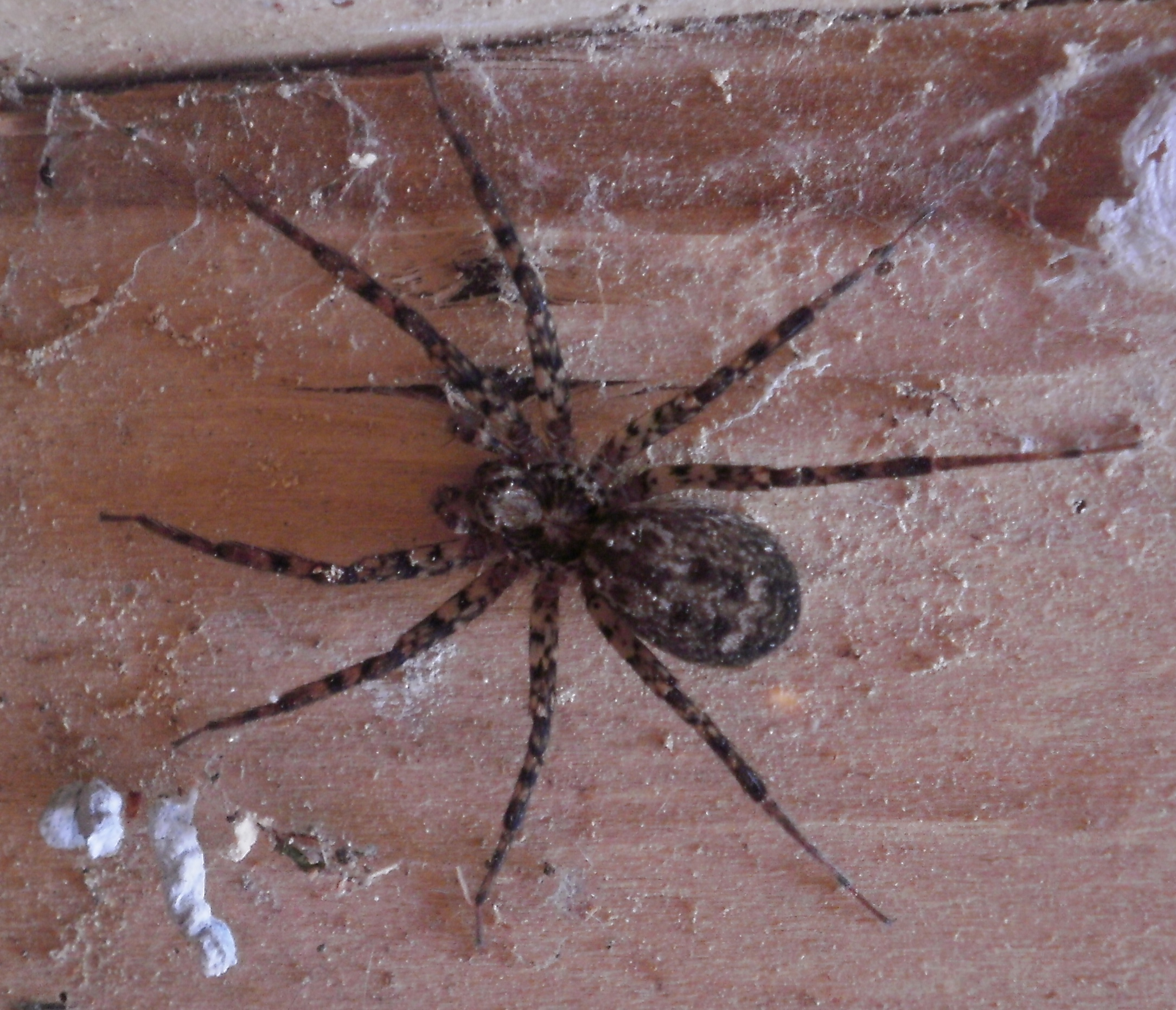
Stiphidion facetum

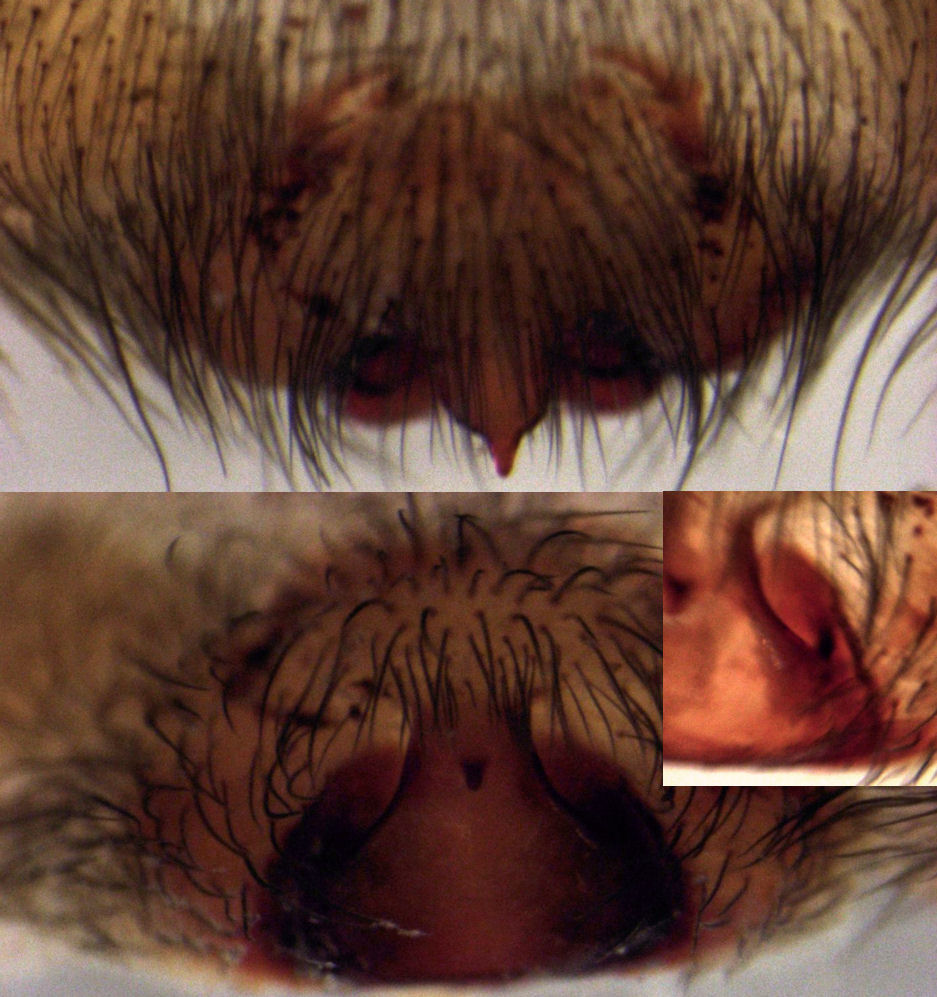
Cambridgea decorata, epigino

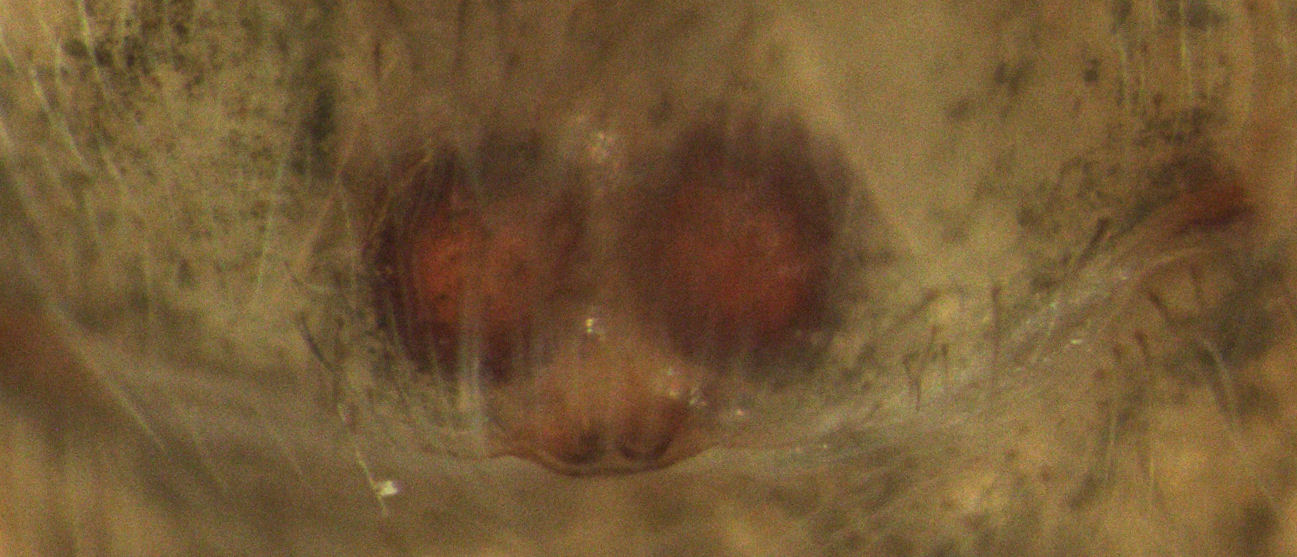
Stiphidion facetum, epigino

## Asmea
Asmea Gray & Smith, 2008
- Asmea akrikensis Gray & Smith, 2008 — Nuova Guinea
- Asmea capella Gray & Smith, 2008 — Nuova Guinea
- Asmea hayllari Gray & Smith, 2008 — Nuova Guinea
- Asmea mullerensis Gray & Smith, 2008 — Nuova Guinea

## Baiami
Baiami Lehtinen, 1967
- Baiami brockmani Gray, 1981 — Australia occidentale
- Baiami glenelgi Gray, 1981 — Victoria
- Baiami loftyensis Gray, 1981 — Australia meridionale
- Baiami montana Gray, 1981 — Australia occidentale
- Baiami stirlingi Gray, 1981 — Australia occidentale
- Baiami storeniformis (Simon, 1908) — Australia occidentale
- Baiami tegenarioides (Simon, 1908) — Australia occidentale
- Baiami torbayensis Gray, 1981 — Australia occidentale
- Baiami volucripes (Simon, 1908) — Australia occidentale

## Barahna
Barahna Davies, 2003
- Barahna booloumba Davies, 2003 — Queensland, Nuovo Galles del Sud
- Barahna brooyar Davies, 2003 — Queensland
- Barahna glenelg Davies, 2003 — Victoria
- Barahna myall Davies, 2003 — Nuovo Galles del Sud
- Barahna scoria Davies, 2003 — Queensland
- Barahna taroom Davies, 2003 — Queensland
- Barahna toonumbar Davies, 2003 — Nuovo Galles del Sud
- Barahna yeppoon Davies, 2003 — Queensland, Nuovo Galles del Sud

## Borrala
Borrala Gray & Smith, 2004
- Borrala dorrigo Gray & Smith, 2004 — Nuovo Galles del Sud
- Borrala longipalpis Gray & Smith, 2004 — Nuovo Galles del Sud
- Borrala webbi Gray & Smith, 2004 — Nuovo Galles del Sud
- Borrala yabbra Gray & Smith, 2004 — Nuovo Galles del Sud

## Cambridgea
Cambridgea L. Koch, 1872
- Cambridgea agrestis Forster & Wilton, 1973 — Nuova Zelanda
- Cambridgea ambigua Blest & Vink, 2000 — Nuova Zelanda
- Cambridgea annulata Dalmas, 1917 — Isole Chatham
- Cambridgea antipodiana (White, 1849) — Nuova Zelanda
- Cambridgea arboricola (Urquhart, 1891) — Nuova Zelanda
- Cambridgea australis Blest & Vink, 2000 — Nuova Zelanda
- Cambridgea decorata Blest & Vink, 2000 — Nuova Zelanda
- Cambridgea elegans Blest & Vink, 2000 — Nuova Zelanda
- Cambridgea elongata Blest & Vink, 2000 — Nuova Zelanda
- Cambridgea fasciata L. Koch, 1872 — Nuova Zelanda
- Cambridgea foliata (L. Koch, 1872) — Nuova Zelanda
- Cambridgea inaequalis Blest & Vink, 2000 — Nuova Zelanda
- Cambridgea insulana Blest & Vink, 2000 — Nuova Zelanda
- Cambridgea longipes Blest & Vink, 2000 — Nuova Zelanda
- Cambridgea mercurialis Blest & Vink, 2000 — Nuova Zelanda
- Cambridgea obscura Blest & Vink, 2000 — Nuova Zelanda
- Cambridgea occidentalis Forster & Wilton, 1973 — Nuova Zelanda
- Cambridgea ordishi Blest & Vink, 2000 — Nuova Zelanda
- Cambridgea pallidula Blest & Vink, 2000 — Nuova Zelanda
- Cambridgea peculiaris Forster & Wilton, 1973 — Nuova Zelanda
- Cambridgea peelensis Blest & Vink, 2000 — Nuova Zelanda
- Cambridgea plagiata Forster & Wilton, 1973 — Nuova Zelanda
- Cambridgea quadromaculata Blest & Taylor, 1995 — Nuova Zelanda
- Cambridgea ramsayi Forster & Wilton, 1973 — Nuova Zelanda
- Cambridgea reinga Forster & Wilton, 1973 — Nuova Zelanda
- Cambridgea secunda Forster & Wilton, 1973 — Nuova Zelanda
- Cambridgea simoni Berland, 1924 — Nuova Caledonia
- Cambridgea solanderensis Blest & Vink, 2000 — Nuova Zelanda
- Cambridgea sylvatica Forster & Wilton, 1973 — Nuova Zelanda
- Cambridgea tuiae Blest & Vink, 2000 — Nuova Zelanda
- Cambridgea turbotti Forster & Wilton, 1973 — Nuova Zelanda

## Carbinea
Carbinea Davies, 1999
- Carbinea breviscapa Davies, 1999 — Queensland
- Carbinea longiscapa Davies, 1999 — Queensland
- Carbinea robertsi Davies, 1999 — Queensland
- Carbinea wunderlichi Davies, 1999 — Queensland

## Corasoides
Corasoides Butler, 1929
- Corasoides australis Butler, 1929 — Victoria

## Couranga
Couranga Gray & Smith, 2008
- Couranga diehappy Gray & Smith, 2008 — Queensland, Nuovo Galles del Sud
- Couranga kioloa Gray & Smith, 2008 — Queensland, Nuovo Galles del Sud

## Elleguna
Elleguna Gray & Smith, 2008
- Elleguna major Gray & Smith, 2008 — Queensland
- Elleguna minor Gray & Smith, 2008 — Queensland

## Ischalea
Ischalea L. Koch, 1872
- Ischalea incerta (O. P.-Cambridge, 1877) — Madagascar
- Ischalea longiceps Simon, 1898 — Isola Mauritius
- Ischalea spinipes L. Koch, 1872 — Nuova Zelanda

## Jamberoo
Jamberoo Gray & Smith, 2008
- Jamberoo actensis Gray & Smith, 2008 — Territorio della Capitale australiana
- Jamberoo australis Gray & Smith, 2008 — Victoria
- Jamberoo boydensis Gray & Smith, 2008 — Nuovo Galles del Sud
- Jamberoo johnnoblei Gray & Smith, 2008 — Nuovo Galles del Sud

## Kababina
Kababina Davies, 1995 
- Kababina alta Davies, 1995 — Queensland
- Kababina aquilonia Davies, 1995 — Queensland
- Kababina colemani Davies, 1995 — Queensland
- Kababina covacevichae Davies, 1995 — Queensland
- Kababina formartine Davies, 1995 — Queensland
- Kababina inferna Davies, 1995 — Queensland
- Kababina isley Davies, 1995 — Queensland
- Kababina superna Davies, 1995 — Queensland
- Kababina yungaburra Davies, 1995 — Queensland

## Karriella
Karriella Gray & Smith, 2008
- Karriella treenensis Gray & Smith, 2008 — Australia occidentale
- Karriella walpolensis Gray & Smith, 2008 — Australia occidentale

## Malarina
Malarina Davies & Lambkin, 2000
- Malarina cardwell Davies & Lambkin, 2000 — Queensland
- Malarina collina Davies & Lambkin, 2000 — Queensland
- Malarina masseyensis Davies & Lambkin, 2000 — Queensland
- Malarina monteithi Davies & Lambkin, 2000 — Queensland

## Nanocambridgea
Nanocambridgea Forster & Wilton, 1973
- Nanocambridgea gracilipes Forster & Wilton, 1973 — Nuova Zelanda

## Pillara
Pillara Gray & Smith, 2004
- Pillara coolahensis Gray & Smith, 2004 — Nuovo Galles del Sud
- Pillara griswoldi Gray & Smith, 2004 — Nuovo Galles del Sud
- Pillara karuah Gray & Smith, 2004 — Nuovo Galles del Sud
- Pillara macleayensis Gray & Smith, 2004 — Nuovo Galles del Sud

## Procambridgea
Procambridgea Forster & Wilton, 1973
- Procambridgea carrai Davies, 2001 — Nuovo Galles del Sud
- Procambridgea cavernicola Forster & Wilton, 1973 — Nuovo Galles del Sud
- Procambridgea grayi Davies, 2001 — Nuovo Galles del Sud, Nuova Zelanda
- Procambridgea hilleri Davies, 2001 — Queensland
- Procambridgea hunti Davies, 2001 — Nuovo Galles del Sud
- Procambridgea kioloa Davies, 2001 — Nuovo Galles del Sud
- Procambridgea lamington Davies, 2001 — Queensland
- Procambridgea montana Davies, 2001 — Queensland, Nuovo Galles del Sud
- Procambridgea monteithi Davies, 2001 — Nuovo Galles del Sud
- Procambridgea otwayensis Davies, 2001 — Victoria
- Procambridgea ourimbah Davies, 2001 — Nuovo Galles del Sud
- Procambridgea rainbowi Forster & Wilton, 1973 — Nuovo Galles del Sud

## Stiphidion
Stiphidion Simon, 1902
- Stiphidion adornatum Davies, 1988 — Queensland
- Stiphidion diminutum Davies, 1988 — Queensland
- Stiphidion facetum Simon, 1902 — Australia orientale, Tasmania, Nuova Zelanda
- Stiphidion raveni Davies, 1988 — Nuovo Galles del Sud

## Tartarus
Tartarus Gray, 1973
- Tartarus mullamullangensis Gray, 1973 — Australia occidentale
- Tartarus murdochensis Gray, 1992 — Australia occidentale
- Tartarus nurinensis Gray, 1992 — Australia occidentale
- Tartarus thampannensis Gray, 1992 — Australia occidentale

## Therlinya
Therlinya Gray & Smith, 2002
- Therlinya angusta Gray & Smith, 2002 — Queensland
- Therlinya ballata Gray & Smith, 2002 — Nuovo Galles del Sud
- Therlinya bellinger Gray & Smith, 2002 — Nuovo Galles del Sud
- Therlinya foveolata Gray & Smith, 2002 — Victoria
- Therlinya horsemanae Gray & Smith, 2002 — Queensland
- Therlinya kiah Gray & Smith, 2002 — Nuovo Galles del Sud, Victoria
- Therlinya lambkinae Gray & Smith, 2002 — Queensland
- Therlinya monteithae Gray & Smith, 2002 — Queensland
- Therlinya nasuta Gray & Smith, 2002 — Queensland
- Therlinya vexillum Gray & Smith, 2002 — Queensland
- Therlinya wiangaree Gray & Smith, 2002 — Queensland, Nuovo Galles del Sud

## Tjurunga
Tjurunga Lehtinen, 1967
- Tjurunga paroculus (Simon, 1903) — Tasmania

## Wabua
Wabua Davies, 2000
- Wabua aberdeen Davies, 2000 — Queensland
- Wabua cleveland Davies, 2000 — Queensland
- Wabua crediton Davies, 2000 — Queensland
- Wabua elliot Davies, 2000 — Queensland
- Wabua eungella Davies, 2000 — Queensland
- Wabua halifax Davies, 2000 — Queensland
- Wabua hypipamee Davies, 2000 — Queensland
- Wabua kirrama Davies, 2000 — Queensland
- Wabua major Davies, 2000 — Queensland
- Wabua paluma Davies, 2000 — Queensland
- Wabua seaview Davies, 2000 — Queensland